# N998 (België)
De N998 is een gewestweg in België tussen Oignies-en-Thiérache (N990) en Mazée (N963).
De weg heeft een lengte van ongeveer 10 kilometer. De gehele weg bestaat uit twee rijstroken voor beide rijrichtingen samen. Echter tussen Oignies-en-Thiérache en Le Mesnil ontbreekt de belijning midden op de weg grotendeels.

## Plaatsen langs de N998
- Oignies-en-Thiérache
- Le Mesnil
- Mazée